# 1043
El 1043 (MXLIII) fou un any comú començat en dissabte del calendari julià.

## Necrològiques
- Jordi Maniaces, general romà d'Orient i governador del Catepanat d'Itàlia.[1]